# Bittacidae
Bittacidae es una familia de insectos del orden Mecoptera.
El género Bittacus, que abarca aproximadamente el 75% de todas las especies en la familia, posee una distribución amplia por todo el mundo. Otros géneros se encuentran confinados a América del Sur o Australia. A veces se confunde a los miembros de esta familia con las Tipulidae (moscas grulla o zancudos), del orden Diptera, pero se los puede distinguir por sus dos pares de alas y la falta de halterios.
Se distinguen ya que durante la copulación el macho captura un insecto y se lo ofrece a la hembra como presente nupcial. Cuanto mayor sea la presa, más receptiva se muestra la hembra a ser fertilizada. Además se cuelgan con sus patas delanteras y medias de plantas bajas, y usan sus patas traseras para capturar las presas que pasen cerca.
La nueva especie, Bittacus lepiduscretaceus sp. nov. de mediados del Cretácico descubierta en trozos de ámbar en Myanmar, es el registro fósil más antiguo de Bittacus y el primer registro de una especie de Bittacus en el Cretácico. Posee nuevos caracteres morfológicos que permiten mejorar el conocimiento sobre la evolución de Bittacus.

## Géneros
Esta lista está basada en The World Checklist of extant Mecoptera Species. Presumiblemente completa hasta 1997, y que se actualiza cuando es preciso. El número de especies en cada género se da entre paréntesis. Varios géneros extintos(†) han sido descriptos a partir de registros fósiles.
- Anabittacus (1) Kimmins, 1929 (Chile)
- Anomalobittacus (1) Kimmins, 1928 (Sudáfrica)
- Apterobittacus (1) MacLachlan, 1893 (Sur de Estados Unidos)
- †Archebittacus (1) Riek, 1955 (Triásico tardío, Australia)[4]
- Austrobittacus (1) Riek, 1954 (Australia)
- Bittacus (124) Latreille, 1805 (todo el mundo)
- Edriobittacus (1) Byers, 1974 (Australia)
- †Formosibittacus (1) Li, Ren & Shih, 2008 (Mediados del Jurásico, China)[5]
- Harpobittacus (12) Gerstaecker, 1885 (Australia)
- Hylobittacus (1) Byers, 1979 (USA, México)
- Issikiella (5) Byers, 1972 (Sudamérica)
- †Juracimbrophlebia  Wang et al. 2012 (Middle Jurassic, China)[6]
- †Jurahylobittacus (1) Li, Ren & Shih, 2008 (Mediados del Jurásico, China)[5]
- Kalobittacus (8) Esben-Petersen, 1914 (América Central)
- †Mongolbittacus (1) Petrulevicius, Huang & Ren, 2007[7]
- Nannobittacus (4) Esben-Petersen, 1927 (Brasil a Panamá)
- Neobittacus (2) Esben-Petersen, 1914 (Brasil)
- Orobittacus Villegas & Byers, 1982 (California)
- Pazius (8) Navás, 1913 (Brasil a Panamá)
- Symbittacus Byers, 1986 (Australia)
- Tytthobittacus Smithers, 1973 (Australia)